# Presbistus infumatus
Presbistus infumatus is een insect uit de orde Phasmatodea en de familie Aschiphasmatidae. De wetenschappelijke naam van deze soort is voor het eerst geldig gepubliceerd in 1845 door Charpentier.